# بخش دمیدوفسکی
بخش دمیدوفسکی (به لاتین: Demidovsky District) یک منطقهٔ مسکونی در روسیه است که در استان اسمولنسک واقع شده‌است.